# Анати, Эммануэль
Эммануэль Анати, итал. Emmanuel Anati (род. 14 мая 1930, Флоренция) — итальянский по происхождению (также израильский по второму гражданству) археолог. Длительное время также проживал в Израиле, Франции и США. Сферы исследований: доисторическая Палестина, библейская археология, доисторическая Европа (в том числе петроглифы Валькамоники).
Родился в семье Уго и Эльзы Кастельнуово, сефардского происхождения.
В 1948 году окончил колледж имени Аугусто Риги в Риме, затем переехал в Иерусалим, где получил специальность археолога в Еврейском университете в 1952 году. В 1959 году специализировался в антропологии и социальных науках в гарвардском университете. В 1960 году защитил докторскую диссертацию по литературоведению в Сорбонне (Париж).
В 1950 годах участвовал в экспедициях в долину Валькамоника, в результате чего были обнаружены тысячи петроглифов Валькамоники, позднее причисленных к Всемирному наследию ЮНЕСКО. В 1964 году основал Камунский центр доисторических исследований (Centro Camuno di Studi Preistorici, CCSP) в Капо-ди-Понте для содействия исследованиям доисторического и племенного искусства и сохранения местного культурного наследия.
Также осуществил ряд раскопок и археологических исследований на территории Израиля и Палестины (в особенности в пустыне Негев), а также в Испании, Франции и ряде других европейских стран. На основании результатов своих открытий на Синайском полуострове и в пустыне Негев пришёл к выводу, что библейская гора Синай находилась не на Синайском полуострове, а соответствовала горе Хар-Карком в пустыне Негев. Точка зрения Анати сталкивается с противоречиями в хронологии, так как Хар-Карком был заброшен примерно за 1000 лет до описываемого в Библии Исхода.
В 1962 году его супругой стала Ариэла Фрадкин.

## Сочинения
- Palestine Before the Hebrews: A History, From the Earliest Arrival of Man to the Conquest of Canaan, 1963 (переведена на русский язык: Анати Э. Палестина до древних евреев. М. Центрполиграф, 2007).
- Mountain of God, 1986
- Camonica Valley: A Depiction of Village in the Alps From Neolithic Times to the Birth of Christ as Revealed by Thousands of Newly found Rock Carvings, 1961
- Camonica Valley, 1961
- Evolution and style in Camunian rock art: An inquiry into the formation of European civilization, 1976
- Les mystères du mont Sinaï, 2000